# Častkov
Častkov je naseljeno mjesto u okrugu Senica u Trnavskom kraju u Slovačkoj.

## Stanovništvo
| Godina:     | 1993. | 2003.   | 2013.   | 2023.    |
| ----------- | ----- | ------- | ------- | -------- |
| Broj ljudi: | 613   | 594     | 624     | 559      |
| Razlika:    |       | -3,09 % | +5,05 % | -10,41 % |

| Godina:     | 2022. | 2023.   |
| ----------- | ----- | ------- |
| Broj ljudi: | 561   | 559     |
| Razlika:    |       | -0,35 % |

Prema podacima o broju stanovnika iz 2023. godine naselje je imalo 559 stanovnika.

## Vanjske poveznice
- Službena stranica naselja (sl.)
- Krajevi i okruzi u Slovačkoj  Arhivirana inačica izvorne stranice od 2. svibnja 2024. (Wayback Machine) (sl.)